# Bash
Bash (от англ. Bourne again shell, каламбур «Born again» shell — «возрождённый» shell) — усовершенствованная и модернизированная вариация командной оболочки Bourne shell. Одна из наиболее популярных современных разновидностей командной оболочки UNIX. Особенно популярна в среде Linux, где она часто используется в качестве предустановленной командной оболочки.
Представляет собой командный процессор, работающий, как правило, в интерактивном режиме в текстовом окне. Bash также может читать команды из файла, который называется скриптом (или сценарием). Как и все Unix-оболочки, он поддерживает автодополнение имён файлов и каталогов, подстановку вывода результата команд, переменные, контроль над порядком выполнения, операторы ветвления и цикла. Ключевые слова, синтаксис и другие основные особенности языка были заимствованы из sh. Другие функции, например, история, были скопированы из csh и ksh. Bash в основном соответствует стандарту POSIX, но с рядом расширений.
Название «bash» является акронимом от англ. Bourne-again-shell («ещё-одна-командная-оболочка-Борна») и представляет собой игру слов: Bourne-shell — одна из популярных разновидностей командной оболочки для UNIX (sh), автором которой является Стивен Борн (1978), усовершенствована в 1987 году Брайаном Фоксом. Фамилия Bourne (Борн) перекликается с английским словом born, означающим «родившийся», отсюда: рождённая-вновь-командная оболочка.
В сентябре 2014 года в bash была обнаружена широко эксплуатируемая уязвимость Bashdoor.

## Различия в синтаксисе
Подавляющее большинство важных скриптов командного процессора Bourne может выполняться без изменения в bash, за исключением тех, которые ссылаются на специальные переменные Bourne или используют встроенные команды Bourne. Синтаксис команд Bash включает идеи, заимствованные у Korn shell (ksh) и C shell (csh), такие как редактирование командной строки, история команд, стек каталогов, переменные $RANDOM и $PPID, синтаксис замены команды $(…). Когда Bash используется как интерактивный командный процессор, он поддерживает автозавершение имён программ, файлов, переменных и т. п. с помощью клавиши Tab ↹.

## Внутренние команды
Интерпретатор bash имеет множество встроенных команд, часть из которых имеет аналогичные исполняемые файлы в операционной системе. Однако следует обратить внимание, что чаще всего для встроенных команд отсутствуют man-страницы, а при попытке просмотра справки по встроенной команде на самом деле будет выдаваться справка по исполняемому файлу. Исполняемый файл и встроенная команда могут различаться параметрами. Информация по встроенным командам расписана в справочной странице bash:
man bash
| Ввод-вывод                                           | Ввод-вывод |
| ---------------------------------------------------- | --- |
| echo                                                 | выводит выражение или содержимое переменной (stdout), но имеет ограничения в использовании                              |
| printf                                               | команда форматированного вывода, расширенный вариант команды echo                                                       |
| read                                                 | «читает» значение переменной со стандартного ввода (stdin), в интерактивном режиме это клавиатура                       |
| Файловая система                                     | |
| cd                                                   | изменяет текущий каталог                                                                                                |
| pwd                                                  | выводит название текущего рабочего каталога (от англ. print working directory)                                          |
| pushd                                                | изменяет текущий каталог с возможностью возврата в обратном порядке                                                     |
| popd                                                 | возвращает текущий каталог после pushd                                                                                  |
| dirs                                                 | выводит или очищает содержимое стека каталогов, сохранённых через pushd                                                 |
| Действия над переменными                             | |
| let                                                  | производит арифметические операции над переменными                                                                      |
| eval                                                 | транслирует список аргументов из списка в команды                                                                       |
| set                                                  | изменяет значения внутренних переменных скрипта                                                                         |
| unset                                                | удаляет переменную |
| export                                               | экспортирует переменную, делая её доступной дочерним процессам                                                          |
| declare, typeset                                     | задают и/или накладывают ограничения на переменные                                                                      |
| getopts                                              | используется для разбора аргументов, передаваемых скрипту из командной строки                                           |
| Управление сценарием                                 | |
| source, . (точка)                                    | запуск указанного сценария                                                                                              |
| exit                                                 | безусловное завершение работы сценария                                                                                  |
| exec                                                 | заменяет текущий процесс новым, запускаемым командой exec                                                               |
| shopt                                                | позволяет изменять ключи (опции) оболочки «на лету»                                                                     |
| Команды                                              | |
| true                                                 | возвращает код завершения ноль (успешное завершение)                                                                    |
| false                                                | возвращает код завершения, который свидетельствует о неудаче                                                            |
| type prog                                            | выводит полный путь к prog                                                                                              |
| hash prog                                            | запоминает путь к prog                                                                                                  |
| help COMMAND                                         | выводит краткую справку по использованию внутренней команды COMMAND                                                     |
| Управление запущенными в командной оболочке задачами | |
| jobs                                                 | показывает список запущенных в командной оболочке задач либо информацию о конкретной задаче по её номеру                |
| fg                                                   | переключает поток ввода на текущую задачу (или на определённую задачу, если указан её номер) и продолжает её исполнение |
| bg                                                   | продолжает исполнение текущей приостановленной задачи (или определённых задач, если указаны их номера) в фоновом режиме |
| wait                                                 | ожидает завершения указанных задач                                                                                      |

## Скрипты
В простейшем случае скрипт — простой список команд, записанный в файл. Командный процессор должен знать, что он должен этот файл обработать, а не просто прочесть его содержимое. Для этого служит специальная конструкция, называемая shebang: #!. Символ # задаёт комментарий, но в данном случае shebang означает, что после этого спецсимвола находится путь к интерпретатору для исполнения сценария.

### Синтаксис
Синтаксис команд bash — это расширенный синтаксис команд Bourne shell. Окончательная спецификация синтаксиса команд bash есть в Bash Reference Manual, распространяемом проектом GNU.

#### «Hello world»
```
#!/usr/bin/env bash

echo
 
'Hello World!'

```

Этот скрипт содержит только две строки. Первая строка сообщает системе о том, какая программа используется для запуска файла. Вторая строка — это единственное действие, которое выполняется этим скриптом, он собственно печатает «Hello world!» в терминале.

### Запуск скрипта
Для того, чтобы скрипт стал исполняемым, могут быть использованы следующие команды:
```
chmod
 
+rx
 
scriptname
 
# выдача прав на чтение/исполнение любому пользователю

chmod
 
u+rx
 
scriptname
 
# выдача прав на чтение/исполнение только «владельцу» скрипта

```

Из соображений безопасности путь к текущему каталогу . не включён в переменную окружения $PATH. Поэтому для запуска скрипта необходимо явно указывать путь к текущему каталогу, в котором находится скрипт:
```
./scriptname

```

Кроме того, передать такой файл на исполнение интерпретатору Bash можно и явно, используя команду bash:
```
bash
 
scriptname

```

В этом случае не требуется ни установка прав доступа, ни использование последовательности #! в коде.

### Перенаправление ввода-вывода
В bash есть встроенные файловые дескрипторы: 0 (stdin), 1 (stdout), 2 (stderr).
- stdin — стандартный ввод — то, что набирает пользователь в консоли;
- stdout — стандартный вывод программы;
- stderr — стандартный вывод ошибок.

Для операций с этими и пользовательскими дескрипторами существуют специальные символы: > (перенаправление вывода), < (перенаправление ввода). Символы &, - могут предварять номер дескриптора; например, 2>&1 — перенаправление дескриптора 2 (stderr) в дескриптор 1 (stdout).
| 0<filename или <filename     | Перенаправление ввода из файла filename                                                                                           |
| 1>filename или >filename     | Перенаправление вывода в файл «filename». Если отключена опция noclobber, то файл перезаписывается поступающими данными           |
| 1>\|filename или >\|filename | Перенаправление вывода в файл «filename», файл перезаписывается поступающими данными                                              |
| 1>filename или >filename     | Перенаправление вывода в файл «filename», данные добавляются в конец файла. При отсутствии файла он создаётся                     |
| 2>filename                   | Перенаправление стандартного вывода ошибок в файл «filename»                                                                      |
| 2>filename                   | Перенаправление стандартного вывода ошибок в файл «filename», данные добавляются в конец файла. При отсутствии файла он создаётся |
| &>filename                   | Перенаправление вывода и ошибок в файл «filename»                                                                                 |
| 2>&1                         | Перенаправление вывода ошибок на стандартный вывод                                                                                |

Bash имеет индивидуальный синтаксис перенаправления, который не поддерживается в Bourne shell. Пример одновременного перенаправления стандартного вывода и стандартных ошибок:
```
command
 
&
>
 
file

```

Это проще набрать, чем эквивалентную команду в синтаксисе Bourne shell
```
command
 
>
 
file
 
2
>
&
1

```

### Перенаправление «из кода скрипта»
Поддерживается heredoc-синтаксис:
- С интерпретацией переменных и конструкций языка внутри блока:

```
$a
=
'многострочный'

command
 
<<MYDOC123

$a

текст

$(<$HOME/my_file.txt)

MYDOC123

```

- Без интерпретации переменных:

```
command
 
<<'PERLCODE'

my $first='Hello';

my $second='world';

say join(', ',$first,$second),'!';

PERLCODE

```

- С удалением начальных отступов (поддерживаются только отступы табуляцией):

```
command
 
<<-'TABSTRIP'

    for ((i=0; i<10; i++))

    do

        echo "$i"

    done

TABSTRIP

```

Начиная с версии 2.05b, bash может перенаправлять стандартный ввод из строки, используя следующий синтаксис «here strings»:
```
command
 
<<<
 
"string to be read as standard input"

```

Если строка содержит пробелы, её следует заключить в кавычки или апострофы, либо экранировать пробелы обратной косой чертой.
Будьте внимательны: вводимая с использованием here strings строка содержит неявную последовательность завершения строки: либо 1 дополнительный байт line feed, либо 2 дополнительных байта: carriage return и line feed.
```
cat
 
-
<<<
'123'
 
|
 
wc
 
-c

# Результат: 4

cat
 
<
(
echo
 
-n
 
'123'
)
 
|
 
wc
 
-c

# Результат: 3

wc
 
-c
 
<<<
'123'

# Результат: 4

echo
 
-n
 
123
 
|
 
wc
 
-c

# Результат: 3

```

Начиная с версии 4.1 стало возможным указывать в одной строке терминирующую последовательность символов и, сразу за ней, — скобку. Это может быть полезно для присвоения переменной содержимого here-doc:
```
var
=
$(
 
cat
 
-
<<'TERMSEQ'

Февраль. Достать чернил и плакать!

Писать о феврале навзрыд,

Пока грохочущая слякоть

Весною чёрною горит.

TERMSEQ
)

```

При этом BASH будет сгенерировано предупреждающее сообщение.

### Перенаправление для процесса в целом
Пример (перенаправление стандартного вывода в файл, запись данных, закрытие файла, сброс stdout):
```
# make Filedescriptor(FD) 6 a copy of stdout (FD 1)

exec
 
6
>
&
1

# open file "test.data" for writing

exec
 
1
>test.data

# produce some content

echo
 
"data:data:data"

# close file "test.data"

exec
 
1
>
&
-

# make stdout a copy of FD 6 (reset stdout)

exec
 
1
>
&
6

# close FD6

exec
 
6
>
&
-

```

Открытие и закрытие файлов:
```
# open file test.data for reading

exec
 
6
<test.data

# read until end of file

while
 
read
 
-u
 
6
 
dta

do

  
echo
 
"
$dta
"
 

done

# close file test.data

exec
 
6
<
&
-

```

### Подстановка вывода команд
Захват вывода внешних команд:
```
# выполнить 'date' и поместить результат в VAR

VAR
=
"
$(
date
)
"

echo
 
"
$VAR
"
 
#выведет дату на момент вызова предыдущей строки

```

При этом не поддерживаются строки с нуль-символом, заключительные переводы строк пропадают, в отличие от каналов и прочего файлового ввода-вывода.

### Условный оператор
```
#!/usr/bin/env bash

T1
=
'foo'

T2
=
'bar'

if
 
[[
 
$T1
 
==
 
"
$T2
"
 
]]
 

then

  
echo
 
'условие выполняется'

else

  
echo
 
'условие не выполняется'

fi

```

Обратите внимание, что кавычки вокруг левой части необязательны.

### Циклы
```
#!/usr/bin/env bash

for
 
i
 
in
 
"Номер "
{
1
..10
}

do

  
echo
 
"
$i
"

done

```

```
#!/usr/bin/env bash

COUNTER
=
0

while
 
[[
 
$COUNTER
 
-lt
 
10
 
]]
 
# До тех пор, пока условие ИСТИННО (возвращает 0) выполнять тело цикла

do

  
echo
 
The
 
counter
 
is
 
$COUNTER

  
let
 
COUNTER
=
COUNTER+1

done

```

```
#!/usr/bin/env bash

i
=
0

until
 
[[
 
$i
 
-eq
 
10
 
]]
 
# До тех пор, пока условие ЛОЖНО (возвращает не 0) выполнять тело цикла

do

  
echo
 
"
$i
"

  
i
=
$((
$i
+
1
))

done

```

```
#!/usr/bin/env bash

# внутри двойных круглых скобок переменные можно писать в Си-стиле (без $ и разделяя пробелом операторы и операнды)

for
 
((
 
i
 
=
 
0
;
 
i
 
<
 
10
;
 
i++
 
))

do

	
echo
 
-n
 
"
$i
; "

done

```

### Массивы
В bash реализованы только одномерные массивы.
Индексами могут быть как целочисленные значения («обычный» массив), так и строки (ассоциативный массив, или «хеш»).
Несмотря на унификацию синтаксиса для работы с обычными и ассоциативными массивами, первые не являются разновидностью вторых ни с точки зрения конечного пользователя, ни с точки зрения внутренней логики самого интерпретатора.
Как естественное следствие поддержки «ассоциативных» ключей, в bash существует крайне ограниченная возможность эмуляции многомерных массивов.

#### Общие операции
Получить значение элемента как индексированного, так и ассоциативного массива можно:
- По фиксированному значению индекса в линейном массиве или строки в ассоциативном:

```
declare
 
-a
 
arrLinear
=(
11
 
22
 
33
 
44
)

declare
 
-A
 
arrAssoc
=([
city
]=
'London'
 
[
index
]=
'420224'
 
)

vi
=
${
arrLinear
[3]
}
        
# vi=44

va
=
${
arrAssoc
[
'city'
]
}
    
# va='London'

```

- По значению переменной, при этом для индексированных массивов необязательно указывать сигил ($) перед именем переменной, используемой для индесации. Сигил перед переменной индекса обязателен в случае с ассоциативными массивами:

```
declare
 
-i
 
n
=
3

vi
=
${
arrLinear
[
$i
]
}
      
# vi=44

vi
=
${
arrLinear
[i]
}
       
# аналогично предыдущему, но без сигила

declare
 
index
=
'city'

va
=
${
arrAssoc
[
$index
]
}
   
# va='London', и это правильно

va
=
${
arrAssoc
[index]
}
    
# va='420224', и это ошибочный результат, если подразумевалось [$index]

va
=
${
arrAssoc
[
'index'
]
}
  
# va='420224'

```

Получить строку, состоящую из всех элементов массива, разделённых пробелом.
```
values
=
"
${
arr
[@]
}
"

```

Получить строку со всеми индексами или ключами массива, независимо от того, численные они или текстовые:
```
keys
=
"
${
!arr[@]
}
"

```

Осуществить массовую замену первого вхождения подстроки «MAY» на «MARCH» во всех элементах массива и вернуть строку, составленную из результирующих элементов массива, разделённых пробелом:
```
values
=
"
${
arr
[@]/MAY/MARCH
}
"

```

То же самое, но в каждом элементе массива будут заменены все вхождения подстроки «MAY»:
```
values
=
"
${
arr
[@]//MAY/MARCH
}
"

```

До сих пор не все заявленные в документации возможности правильно работают для массивов. Например: 
```
[
 
-v
 
'имя_массива'
 
]

```

 неправильно срабатывает для пустого массива.

#### Операции с индексированными массивами
Bash имеет поддержку одномерных массивов. Инициализировать элементы массива можно в виде: my_array[xx]. Также можно явно объявить массив в сценарии, с помощью директивы declare:
```
declare
 
-a
 
my_array

```

Обращаться к отдельным элементам массива можно с помощью фигурных скобок: "${my_array[xx]}".
Инициализировать индексированный массив можно двумя способами:
1)
```
Array
=(
element1
 
element2
 
element3
)

```

2)
```
temp_array
[
0
]=
element1
temp_array
[
5
]=
element
temp_array
[
9
]=
elementN

```

Добавление элементов в конец индексированного массива:
```
declare
 
-a
 
arrAnimals

arrAnimals
=(
dog
 
elephant
 
horse
 
cow
 
fox
 
koala
 
turtle
)

# Выводим содержимое массива:

echo
 
"
${
arrAnimals
[@]
}
"

# В конец массива arrAnimals добавляем новый элемент: "pig"

arrAnimals
+=(
pig
)

# И снова показываем содержимое массива:

echo
 
"
${
arrAnimals
[@]
}
"

```

Получить первый элемент массива:
```
echo
 
"
${
arrAnimals
[0]
}
"

```

Как индексированные, так и ассоциативные массивы поддерживают так называемые «срезы»:
```
# Ещё один способ получить первый элемент массива

echo
 
"
${
arrAnimals
[@]:
0
:
1
}
"

# Вывести 3 элемента массива, начиная со 2-го:

echo
 
"
${
arrAnimals
[@]:
2
:
3
}
"

```

Примечание: в случае с ассоциативными массивами порядок следования значений в общем случае будет случайным (определяется используемой хеш-функцией), поэтому операция среза на ассоциативном массиве хотя и допустима, но имеет крайне ограниченную область практического применения.
В массивах с числовыми индексами допустима «обратная» («негативная») адресация, позволяющая получить доступ к элементам, начиная с конца массива:
```
# Значение последнего элемента массива

echo
 
"
${
arrAnimals
[-1]
}
"

# Значение предпоследнего элемента массива

echo
 
"
${
arrAnimals
[-2]
}
"

# ... и т.д.

```

С помощью встроенной команды mapfile (синоним: readarray) можно отображать содержимое текстового файла в индексированный массив:
```
declare
 
-a
 
fileWithLogins
mapfile
 
fileWithLogins
 
</etc/passwd

for
 
((
i
=
0
;
 
i<
${#
fileWithLogins
[@]
}
;
 
i++
))

do

	
echo
 
"Line #
$i
: 
${
fileWithLogins
[
$i
]
}
"

done

```

#### Операции с ассоциативными массивами
Начиная с версии 4.0 в bash появилась поддержка ассоциативных массивов (так называемых hash-массивов).
Для объявления ассоциативных массивов используется ключ -A встроенной команды declare:
```
declare
 
-A
 
hshArray

```

Как и в случае с индексированными массивами, для заполнения ассоциативных массивов могут использоваться два различных синтаксиса:
1)
```
TheCapitalOf
[
Georgia
]=
'Tbilisi'

TheCapitalOf
[
Australia
]=
'Canberra'

TheCapitalOf
[
Pakistan
]=
'Islamabad'

```

2)
```
TheCapitalOf
=([
Georgia
]=
'Tbilisi'
 
[
Australia
]=
'Canberra'
 
[
Pakistan
]=
'Islamabad'
)

```

С помощью ассоциативных массивов можно имитировать поддержку многомерных массивов:
```
declare
 
-A
 
a
 
# объявляет ассоциативный массив 'a'

i
=
1
;
 
j
=
2
 
# инициализация нескольких индексов

a
[
$i
,
$j
]=
5
 
# присвоение значения "5" в ячейку "$i,$j" (т.е. "1,2")

echo
 
${
a
[
$i
,
$j
]
}
 
# вывод хранимых значений из "$i,$j"

```

К сожалению, в текущих версиях bash скопировать содержимое одного ассоциативного массива в другой простым присваиванием невозможно.
Данную проблему можно только обойти, для чего существуют два принципиально разных подхода:
1) Эмулировать объявление второго хеша «с нуля» путём копирования объявления первого хеша:
```
declare
 
-A
 
hsh1

hsh1
=(
...
)

source
 
<
(
declare
 
-p
 
hsh1
 
|
 
sed
 
's/^declare -A hsh1/declare -A hsh2/'
)

```

2) Перебрать все элементы хеша-источника и скопировать их в целевой хеш:
```
declare
 
-A
 
hsh1
 
hsh2

hsh1
=(
...
)

for
 
k
 
in
 
"
${
!hsh1[@]
}
"

do

	
hsh2
[
"
$k
"
]=
"
${
hsh1
[
"
$k
"
]
}
"

done

```

#### Безопасная работа с массивами
Массивы являются удобным способом передачи динамически сгенерированных аргументов в функции или команды. При этом каждый элемент массива представляет собой отдельный аргумент.
```
args
=(
 
ls
 
-l
 
-a
 
/
 
)

ls
 
"
${
args
[@]
}
"
 
# ls -l -a /

ls
 
${
args
[@]
}
 
# ls -l -a /

ls
 
${
args
[*]
}
 
# ls -l -a /

```

Однако при подобном использовании массивов следует быть осторожным ввиду особенностей раскрытия массивов при использовании в качестве индексов специальных символов @ и *.

Если массив заключён в кавычки и раскрывается с помощью индекса @, то образуется строка из слов, где каждое слово — отдельный элемент массива. Однако если не заключить раскрытие массива в двойные кавычки, то может получиться совсем другой результат: пробелы, входящие в состав элементов массива, становятся разделителями слов.
```
args
=(
 
-l
 
-a
 
'/home/user/Рабочий стол'
 
)

ls
 
"
${
args
[@]
}
"
 
# просмотр содержимого каталога '/home/user/Рабочий стол'

ls
 
${
args
[@]
}
 
# ошибка: каталогов '/home/user/Рабочий' и './стол' не существует

```

Массив с индексом *, заключённый в двойные кавычки, раскрывается в одну строку, соединяя все элементы массива через разделители, хранимые в переменной IFS. Если не указать двойные кавычки, то массив раскрывается аналогично раскрытию при использовании индекса @.
```
args
=(
 
''
 
usr
 
local
 
bin
 
)

IFS
=
'/'
 
ls
 
"
${
args
[*]
}
"
 
# просмотр содержимого каталога '/usr/local/bin'

IFS
=
'/'
 
ls
 
${
args
[*]
}
 
# поочерёдный просмотр содержимого каталогов '.', './usr', './local' и './bin'

```

При создании массива из содержимого текстовой переменной необходимо учитывать возможное наличие пробелов в тексте. Например, в качестве одного из способов создания массива из строки с перечислением можно рассматривать замену символа-разделителя на пробел. Однако наличие пробелов в разделяемых элементах приведёт к дроблению самих элементов на части.
```
array
=(
 
${
text
//,/
}
 
)
 
# неправильно: текст в переменной 'text' мог содержать пробельные символы

IFS
=
','
 
array
=(
 
$text
 
)
 
# правильно: раздельтельным символом является запятая.

IFS
=
','
 
read
 
-r
 
-a
 
array
 
<<<
 
"
$text
"
 
# правильно (альтернативный вариант с перенаправлением содержимого переменной 'text' в команду 'read')

```

К ошибкам может привести создание массива из текста, полученного в качестве вывода команд или из файла, так как не только переводы строк, но также и пробелы с символами табуляции по умолчанию будут считаться разделителями.
```
array
=(
 
"
$(
ls
)
"
 
)
 
# неправильно: пробелы в названии файлов могут разбить имя файла на два элемента массива

IFS
=
$'\n'
 
array
=(
 
"
$(
ls
)
"
 
)
 
# правильно: разделителем будет только перевод строк

mapfile
 
-t
 
array
 
<
 
<
(
ls
)
 
# правильно: альтернативный вариант через встроенную команду mapfile

```

### Конвейер
Конвейер передаёт вывод предыдущей команды на ввод следующей или на вход командного интерпретатора. Метод часто используется для связывания последовательности команд в единую цепочку. Конвейер обозначается символом вертикальной черты |.
Пример (grep работает как фильтр для стандартного вывода):
```
cat
 
filename
 
|
 
grep
 
pattern

```

### Логические операции
Логическое ИЛИ обозначается как ||. В операциях проверки условий оператор || возвращает 0 (success), если один из операндов имеет значение true (ИСТИНА).
Логическое И обозначается как &&. В операциях проверки условий оператор && возвращает 0 (success) тогда и только тогда, когда оба операнда имеют значение true (ИСТИНА).
Примечание: Возможная путаница в понимании возникает из-за того, что команда true (и успешное завершение любой команды) завершается с кодом возврата 0, success (false, наоборот, не 0), в то время как логическое значение true/false — отлично от нуля/равно нулю.
Примеры:
```
if
 
false
;
 
then
 
echo
 
"successfully"
;
 
else
 
echo
 
"unsuccessfully"
;
 
fi

unsuccessfully

```

```
let
 
"a=(( 1 && 0 && 123))"
;
 
echo
 
$?
;
 
echo
 
$a

1
 
# Код завершения команды (нулевой результат вычисления арифметического выражения)

0
 
# Значение переменной "a", результат логической операции

if
 
((
 
1
 
&&
 
0
 
&&
 
123
))
;
 
then
 
echo
 
"true"
;
 
else
 
echo
 
"false"
;
 
fi

false

let
 
"a=(( 1 && 123 && -345 ))"
;
 
echo
 
$?
;
 
echo
 
$a

0
 
# Код завершения команды

1
 
# Значение переменной "a", результат логической операции

if
 
((
 
1
 
&&
 
123
 
&&
 
-345
 
))
;
 
then
 
echo
 
"true"
;
 
else
 
echo
 
"false"
;
 
fi

true

```

```
false
 
&&
 
echo
 
"Успешное завершение"
 
||
 
echo
 
"Неуспешное завершение"

Неуспешное
 
завершение

```

### Целочисленная математика
Bash может выполнять целочисленные вычисления внутри процесса, используя команду ((…)) и синтаксис переменной $((…)), как показано ниже:
```
VAR
=
55
 
# Устанавливаем переменную VAR, равной 55

((
VAR
 
=
 
VAR
 
+
 
1
))
 
# Добавляем единицу к переменной VAR. Обратите внимание на отсутствие знака '$' 

((
VAR
+=
1
))
 
# Сокращённая форма записи инкремента

((
++VAR
))
 
# Другой способ увеличения VAR на единицу. Выполняет префиксный инкремент

((
VAR++
))
 
# Другой способ увеличения VAR на единицу. Выполняет постфиксный инкремент

echo
 
$((
VAR
 
*
 
22
))
 
# Умножаем VAR на 22 и передаем результат команде

echo
 
$
[
VAR
 
*
 
22
]
 
# Устаревший способ сделать то же

((
VAR
<<3)) # Побитовый сдвиг влево (то же, что VAR*8)

((VAR>>3
))
 
# Побитовый сдвиг вправо (то же, что VAR/8)

```

Команда ((…)) также может использоваться в условных утверждениях, так как её исходный параметр — это 0 или 1, которые могут интерпретироваться как true или false:
```
if
 
((
VAR
 
==
 
Y
 
*
 
3
 
+
 
X
 
*
 
2
))

then

  
echo
 
Yes
 

fi

((
Z
 
>
 
23
))
 
&&
 
echo
 
Yes

```

Команда ((…)) поддерживает следующие операторы сравнения: == != > < >= <=.
Bash не поддерживает вычисления внутри процесса с числами с плавающей точкой. Только командные процессоры Unix Korn shell (версия 1993 года) и zsh (начиная с версии 4.0) поддерживают эту возможность.
Список математических операций: +, -, *, /, ** (возведение в степень), % (деление по модулю, остаток от деления), let — позволяет использовать сокращения арифметических команд (сокращая количество используемых переменных; например: a += b эквивалентно a = a + b и т. п.).

## Переменные и аргументы
Аргументы:
| $$ | pid текущего shell (самого процесса-сценария)                                                   |
| $! | pid последнего процесса в фоновом режиме                                                        |
| $? | код возврата последнего процесса (функции или скрипта)                                          |
| $x | где x — номер параметра, переданного скрипту ($1, $2 и т. д., $0 — последний запущенный скрипт) |
| $# | количество аргументов командной строки                                                          |
| $* | все аргументы в виде одной строки (слова)                                                       |
| $@ | то же самое, что и $*, но при этом каждый параметр представлен как отдельная строка (слово)     |
| $- | список флагов, переданных сценарию                                                              |
| $_ | содержит последний аргумент предыдущей команды                                                  |

Встроенные переменные:
| $BASH             | путь к исполняемому файлу bash |
| $BASHPID          | PID текущего bash * (см. Примечание) |
| $BASH_VERSINFO[n] | массив, состоящий из 6 элементов, содержащий информацию о версии bash |
| $BASH_VERSION     | версия Bash, установленного в системе |
| $DIRSTACK         | содержимое вершины стека каталогов |
| $EDITOR           | заданный по умолчанию редактор |
| $EUID             | «эффективный» идентификационный номер пользователя (Effective User ID) |
| $FUNCNAME         | имя текущей функции |
| $GLOBIGNORE       | перечень шаблонных символов, которые будут проигнорированы при выполнении подстановки имён файлов (globbing)                                                                                   |
| $GROUPS           | группы, к которым принадлежит текущий пользователь |
| $HOME             | домашний каталог пользователя |
| $HOSTNAME         | сетевое имя хоста |
| $HOSTTYPE         | тип машины (идентифицирует аппаратную архитектуру) |
| $IFS              | разделитель полей во вводимой строке |
| $LC_COLLATE       | задаёт порядок сортировки символов, в операциях подстановки имён файлов и в поиске по шаблону                                                                                                  |
| $LC_CTYPE         | определяет кодировку символов |
| $LINENO           | Номер строки исполняемого сценария |
| $MACHTYPE         | аппаратная архитектура |
| $OLDPWD           | прежний рабочий каталог |
| $OSTYPE           | тип операционной системы |
| $PATH             | путь поиска (включает в себя каталоги /usr/bin/, /usr/X11R6/bin/, /usr/local/bin и т. д.) |
| $PIPESTATUS       | Код возврата канала (конвейера) |
| $PPID             | PID (идентификатор) родительского процесса |
| $PS1              | приглашение командной строки |
| $PS2              | вторичное приглашение командной строки, выводится тогда, когда от пользователя ожидается дополнительный ввод. Обычно отображается как «>»                                                      |
| $PS3              | третичное приглашение, выводится, когда пользователь должен сделать выбор в операторе select                                                                                                   |
| $PS4              | приглашение четвёртого уровня, выводится (в изменённом виде) в начале каждой строки отладочного вывода тогда, когда сценарий вызывается с ключом -x. Обычно отображается как «+», «++» и т. д. |
| $PWD              | рабочий (текущий) каталог |
| $REPLY            | переменная по умолчанию, куда записывается ввод пользователя, выполненный с помощью команды read                                                                                               |
| $SECONDS          | время работы сценария (в секундах) |
| $SHELLOPTS        | список допустимых опций интерпретатора (доступна только для чтения) |
| $SHLVL            | уровень вложенности shell |

- Примечание: отличается от $$ при определенных обстоятельствах, таких как подоболочки, которые не требуют повторной инициализации bash.

Пример:
```
$ echo $(echo $BASHPID $$)      $$       $BASHPID
              25680    16920    16920    16920
#             |        |        |        |
#             |        |        |        -- $BASHPID outside of the subshell
#             |        |        -- $$ outside of the subshell
#             |        -- $$ inside of the subshell
#             -- $BASHPID inside of the subshell

```

### Регулярные выражения внутри процесса
Bash 3.0 поддерживает встроенные регулярные выражения с синтаксисом, подобным синтаксису Perl:
```
[[
string
 
=
~
 
regex
]]

```

Синтаксис регулярных выражений задокументирован на страницах документации man 7 regex. Статус выхода устанавливается в 0, если регулярное выражение совпало со строкой, и 1, если нет. Значение подвыражения, заключённого в скобки, можно получить через переменную ${BASH_REMATCH[@]}, например:
```
REGEXP
=
'foo(bar)bl(.*)'

if
 
[[
"abcfoobarbletch"
 
=
~
 
$REGEXP
]]
 

then

  
echo
 
"Регулярное выражение совпало со строкой!"
 

  
echo
 
"
$BASH_REMATCH
"
      
# выводит: foobarbletch 

  
echo
 
"
${
BASH_REMATCH
[1]
}
"
 
# выводит: bar 

  
echo
 
"
${
BASH_REMATCH
[2]
}
"
 
# выводит: etch 

fi

```

Встроенные регулярные выражения обычно работают быстрее, чем выполнение внешней команды grep, потому что соответствующее регулярное выражение выполняется в рамках процесса bash. Если регулярное выражение или строка содержат пробелы или метасимволы (такие как * или ?), их следует взять в кавычки. Рекомендуется использовать переменную для хранения регулярного выражения, как в вышеприведённом примере, для избежания проблем с экранированием специальных символов. Можно использовать вывод bash с опцией -x для проверки, как именно bash воспринимает ваше регулярное выражение.

## Расширение скобок
Возможность расширения скобок заимствована у csh. Она позволяет произвольной строке быть сформированной с использованием похожей техники, как это делается с названиями файлов. Однако в bash сгенерированные строки не обязаны быть именами файлов. Результат каждого расширения строки не сортируется, сохраняется порядок слева направо:
```
# Это особенность присущая bash

echo
 
a
{
p,c,d,b
}
e
 
# ape ace ade abe

```

Не следует использовать эту особенность, если скрипт планируется портировать, потому что в традиционных скриптах расширение строки не будет действовать:
```
# Традиционная оболочка не даёт тот же результат

echo
 
a
{
p,c,d,b
}
e
 
# a{p,c,d,b}e

```

Когда используется расширение скобок в сочетании с символами подстановки, скобки раскрываются первыми, а затем результат обрабатывается в обычном режиме. Таким образом, список JPEG- и PNG-изображений в текущем каталоге может быть получен так:
```
ls
 
*.
{
jpg,jpeg,png
}
 
# скобки раскрываются до *.jpg *.jpeg *.png, после чего выполняется поиск по маскам

```

## Горячие клавиши
- Tab ↹: Автодополнение строки за курсором.
- Ctrl+! Ctrl+!: Повторить последнюю команду.
- Ctrl+a: Перемещает курсор в начало строки (эквивалентно клавише Home).
- Ctrl+b: Перемещает курсор на один символ назад (эквивалентно клавише ←).
- Ctrl+r: Поиск по набранным ранее командам.
- Ctrl+c: Посылает сигнал SIGINT текущему заданию, который обычно (но не всегда) прекращает и закрывает его.
- Ctrl+d: Посылает маркер EOF, который (если не отключено опцией и текущая строка не содержит текста) закрывает текущую оболочку (эквивалентно команде exit), при вводе в исполняющуюся программу завершает ввод, если в строке нет текста, иначе завершает строку без символа завершения строки.
- Ctrl+d: Удаляет текущий символ (только если есть текст на текущей строке) (эквивалентно клавише Delete).
- Ctrl+e: Перемещает курсор в конец строки (эквивалентно клавише End).
- Ctrl+f: Перемещает курсор на один символ вперёд (эквивалентно клавише →).
- Ctrl+h: Удаляет предыдущий символ (то же самое, что и клавиша ← Backspace).
- Ctrl+i: Эквивалентно клавише Tab ↹.
- Ctrl+j: Эквивалентно клавише ↵ Enter.
- Ctrl+k: Очищает содержимое строки после курсора и копирует это в буфер обмена экземпляра bash (kill ring).
- Ctrl+l: Очищает содержимое экрана (эквивалентно команде clear).
- Ctrl+m: Эквивалентно клавише ↵ Enter.
- Ctrl+n: (следующее) перелистывает к следующей команде (эквивалентно клавише ↓).
- Ctrl+o: Выполняет найденную команду в истории, и выбирает следующую строку относительно текущей строки в истории для того, чтобы отредактировать.
- Ctrl+p: (предыдущее) перелистывает к предшествующей команде (эквивалентно клавише ↑).
- Ctrl+q: Возобновить вывод процесса.
- Ctrl+s: Приостановить вывод процесса (stop).
- Ctrl+t: Обмен местами соседних символов.
- Ctrl+u: Очищает содержание строки до курсора и копирует его в буфер обмена экземпляра bash (kill ring).
- Ctrl+w: Убирает слово до курсора и копирует его в буфер обмена экземпляра bash (kill ring).
- Ctrl+y: добавляет содержимое буфера обмена экземпляра bash от позиции курсора.
- Ctrl+z: Посылает сигнал SIGTSTP текущему заданию, который приостанавливает его выполнение, и возобновляет приём команд. Для возобновления его выполнения в фоновом режиме можно ввести команду bg. Для того, чтобы вернуть его из фонового режима или приостановки, можно выполнить fg.
- Ctrl+/: Прервать текущий процесс с дампом памяти (core dump), послав ему сигнал.
- Ctrl+_ (Ctrl+⇧ Shift+-): Откат редактирования.
- Alt+>: переход к последней команде в истории.
- Alt+b: (назад) перемещает курсор назад на одно слово (эквивалентно клавише Ctrl+←).
- Alt+d: Сокращает слово после курсора.
- Alt+f: (вперёд) перемещает курсор вперёд на одно слово (эквивалентно клавише Ctrl+→).
- Alt+t: Меняет два слова перед курсором местами.
- Alt+.: Добавляет последний аргумент предыдущей команды.
- Alt+c: Заменить букву под курсором на заглавную.
- Alt+l: Заменить букву под курсором на строчную.
- Ctrl+x Ctrl+x: Переносит курсор к началу строки от текущей позиции, и обратно.
- Ctrl+x Ctrl+e: Редактирует текущую строку в программе $EDITOR, или vi, если не предопределено.
- Ctrl+x Ctrl+v: Вывод на экран информации о версии текущего экземпляра bash.

## Стартовые скрипты
Bash при запуске вызывает команды из множества различных скриптов.
Когда bash вызывается как интерактивная оболочка входа в систему, первым делом он читает и вызывает команды из файла /etc/profile, если этот файл существует. После чтения этого файла он смотрит следующие файлы в следующем порядке: ~/.bash_profile, ~/.bash_login и ~/.profile, читает и вызывает команды из первого, который существует и доступен для чтения. При выходе bash читает и выполняет команды из файла ~/.bash_logout.
Когда запускается интерактивная оболочка, но не для входа в систему, bash читает и исполняет команды из файлов /etc/bash.bashrc и ~/.bashrc, если они существуют. Это может быть отменено опцией -norc. Опция -rcfile file заставит bash использовать команды из файла file вместо /etc/bash.bashrc и ~/.bashrc.

## Переносимость
Первой строкой скрипта должна быть запись #!/bin/bash, если известен абсолютный путь к исполняемому файлу, либо #!/usr/bin/env bash для автоматического определения пути к исполняемому файлу через команду env с помощью переменной окружения PATH.
Скрипты оболочек, написанные со специфическими для bash особенностями, не будут работать на системах, где используется Bourne shell (sh) или один из его аналогов, если bash не был установлен в качестве дополнительной оболочки. Эта проблема стала особенно важной, когда Ubuntu начал с октября 2006 года поставлять Debian Almquist shell (dash) как скриптовую оболочку по умолчанию, что привело к неработоспособности многочисленных скриптов.

## Графический интерфейс к скриптам
Существует множество программ, позволяющих создавать графический интерфейс к bash-скриптам.
- dialog — утилита, позволяющая создавать диалоговые окна в консоли, использует библиотеки curses и ncurses.
- whiptail — аналог утилиты dialog, использует библиотеку newt.
- zenity — наиболее популярное приложение для создания графического интерфейса к скриптам.
- kdialog — аналог zenity в среде KDE.
- yad — форк zenity, с большими возможностями.
- xdialog — замена dialog, предназначенная для придания запускаемым из терминала программам интерфейса X Window System.
- gtkdialog — наиболее функциональная утилита для создания графических приложений на bash-скриптах.